# 博斯
博斯是一只雄性大熊猫，2009年8月7日出生于卧龙中国大熊猫保护研究中心，父母分别为希梦和甜甜。2010年3月，广东博斯公司认养了博斯与它的双胞胎哥哥绅威并为它们命名。2010年10月，博斯与其他五只大熊猫一同作为“亚运大熊猫”前往广州，入住香江野生动物世界亚运熊猫馆。2010年广州亚运会期间，博斯曾学习章鱼保罗，通过选择食物成功“预测”了亚运首枚金牌归属中国，不过之后工作人员解释其选择其实是由于它的口味喜好。